# Ross Bekkering
Ross Bekkering (Taber, 19 agosto 1987) è un ex cestista canadese con cittadinanza olandese.
È il fratello di Henry Bekkering.

## Palmarès
- Campionato olandese: 4

Leida: 2010-11, 2012-13
Donar Groningen: 2013-14, 2015-16
- Coppa d'Olanda: 2

Donar Groningen: 2014, 2015
- Supercoppa d'Olanda: 1

Donar Groningen: 2014